# Eilema meloui
Eilema meloui là một loài bướm đêm thuộc phân họ Arctiinae, họ Erebidae.